# Карин (император)
Марк Аврелий Кари́н (лат. Marcus Aurelius Carinus), более известный в римской историографии как Карин, — римский император, правивший в 283—285 годах.
Карин был старшим сыном префекта претория Кара. После того, как Кар был провозглашён императором, он назначил Карина своим соправителем с титулом цезаря и, оставив правителем западных провинций, двинулся в поход на персов вместе с другим сыном Нумерианом. После смерти отца и брата Карин выступил против провозглашения восточными легионами императором Диоклетиана, но в генеральном сражении в долине Марга потерпел поражение и был убит.
Карин носил следующие победные титулы: «Германский Величайший», «Персидский Величайший» — с 283 года; «Британский Величайший» с 284 года (возможно, с 283 года).

## Биография

### Назначение цезарем
Будущий император Марк Аврелий Карин родился около 250 года. О его ранней биографии ничего не известно. В 282 году легионы, стоявшие в провинциях Реция и Норик, провозгласили императором отца Карина Марка Аврелия Кара, который занимал тогда должность префекта претория, и подняли восстание против правившего тогда Проба. Армия Проба, находившаяся в паннонском городе Сирмии (современный Сремска-Митровица в Сербии), решила, что не желает сражаться против Кара, и Проб был убит своими воинами.
Во время вступления своего отца на престол, Карин был уже взрослым мужчиной. Он был женат на Магнии Урбике и, возможно, имел сына по имени Нигриниан. Вскоре после провозглашения императором Кар в сентябре 282 года присвоил своим сыновьям титулы «благороднейших цезарей» (лат. nobilissimus Caesar) и «предводителей молодёжи» (лат. princeps iuventutis). В конце 282 года Кар и Нумериан отправились на восток, чтобы организовать поход против персов. По дороге они разгромили квадов и сарматов, в честь чего приняли вместе с Карином, не участвовавшем в кампании, победный титул «Германский Величайший». Карин же был оставлен с советниками управлять делами западных провинций в Риме. «История Августов» повествует, что Кар считал себя несчастным по причине того, что он оставил регентом Запада Карина, а также о желании императора лишить цезарского звания своего старшего сына. В отличие от несовершеннолетних цезарей того периода, Карину оказывали императорские почести, а на выпущенных в его честь монетах он был изображен с лавровым венком.
Карин занимал должность ординарного консула вместе с отцом в 283 году. В начале года, после победы над персами, он был возведен в ранг августа. Кроме того, Кар, Карин и Нумериан приняли победный титул «Персидский Величайший». На отчеканенных в Лугдуне в честь восстановления мира монетах, отец и сын изображены вместе. Коллегиальность между Каром и Карином, как между Валерианом и Галлиеном, служила как династическим оплотом нового режима, так и обеспечивала присутствие императора в двух местах одновременно. По всей видимости, Карин был любимым наследником Кара, потому что, как кажется, он обладал бо́льшими администраторскими способностями и военными талантами по сравнению с младшим братом.

### Правление с Нумерианом и гибель

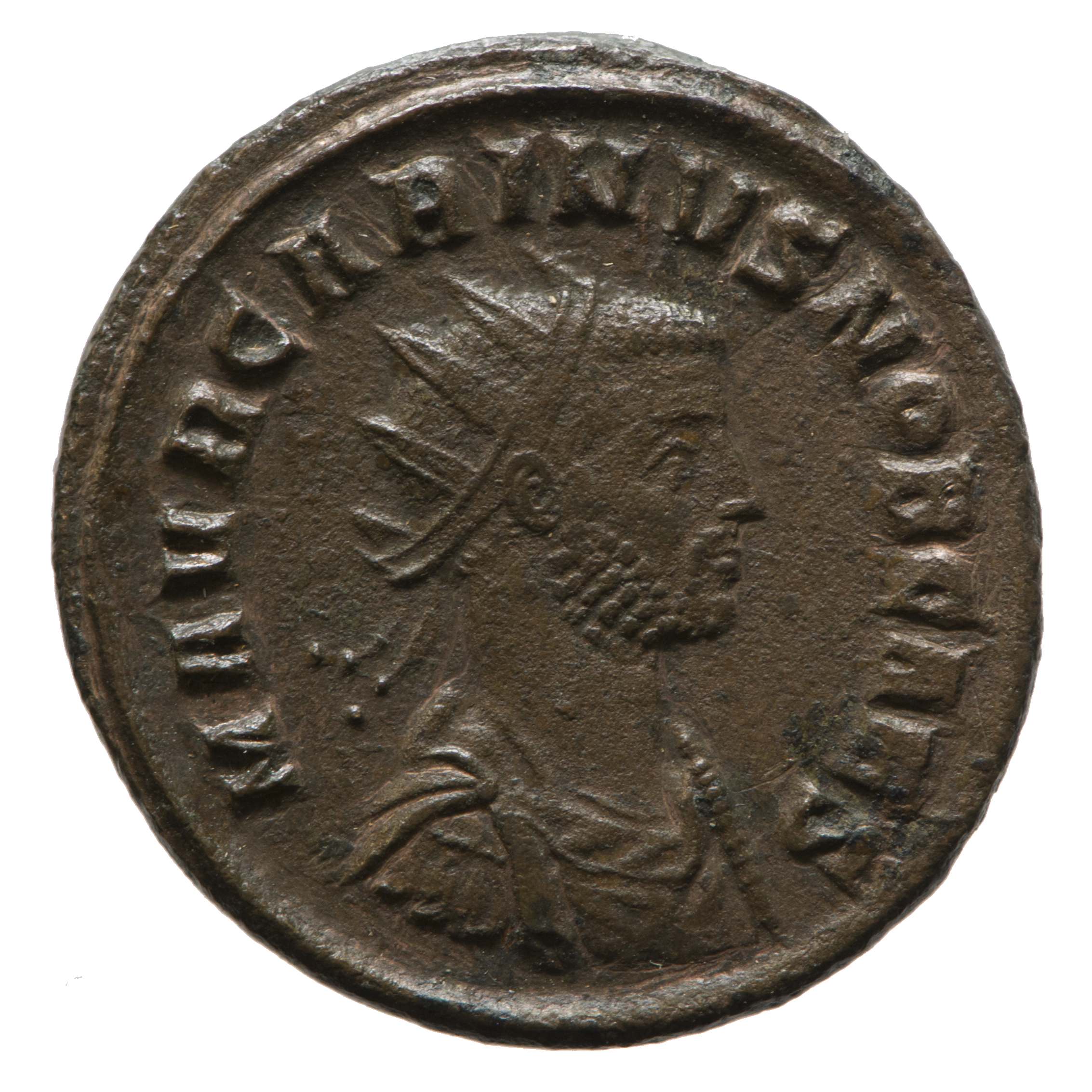
Монета с портретом Карина

В 283 году в далекой Персии скончался Кар. В результате его сыновья без всяких препятствий стали его преемниками. За Карином остался титул старшего августа, поскольку именно он был в состоянии поддерживать подобие порядка и сохранять лояльность солдат. Существует ряд доказательств того, что он продолжил дунайскую войну отца и осуществил очередную кампанию против квадов. Император провел зиму 283/284 года в Риме, где он вступил в должность консула во второй раз вместе с Нумерианом в качестве коллеги. Оттуда он отправился в Британию, где совершил поход, который получил отражение в лирическом стихотворении современного происходившим событиям поэта Олимпия Немезиана. После завершения военных действий Карин принимает победный титул «Британский Величайший».
Несмотря на династическую преемственность, отраженную в наследовании престола Карином, смерть Кара дала возможности амбициозным или недовольным личностям попытать счастья в борьбе за престол. Восстание префекта претория Сабина Юлиана в Италии произошло вскоре после получения известия о смерти Нумериана при загадочных обстоятельствах на востоке в ноябре 284 года. Мятеж потребовал срочного вмешательства Карина, который пребывал в то время в Британии. В начале 285 года он двинулся на юг против Юлиана и одержал победу над ним неподалёку от Вероны. Существуют также сообщения о корректоре провинции Венетия и Истрия Марке Аврелии Юлиане, который начал бунт в придунайских провинциях. Под его контролем оказались обе Паннонии. Однако Юлиан потерпел поражение от Карина в Иллирии. В различных работах эти люди часто путаются или смешиваются.
Между тем после смерти Нумериана восточная армия отказалась признать Карина единоличным правителем Римского государства и провозгласила императором одного из своих старших командиров по имени Диокл, позже принявшего имя Диоклетиана, под которым он и вошёл в историю.
После разгрома Юлиана Карин продолжил путь в Мёзию, где его войско встретилось с силами Диоклетиана в сражении на притоке Дуная Марге (на территории современной Сербии) в июле 285 года. О последующих событиях источники расходятся в описаниях. Согласно настроенной враждебно по отношению к Карину традиции, его армия одержала победу над Диоклетианом, но в решающий момент он был убит одним из своих офицеров (или солдатами), чья жена была соблазнена императором. Согласно другому варианту развития событий, Карин был покинут армией между Виминацием и горой Ауреей. В пользу утверждения о предательстве приводят то, что префект претория Тит Клавдий Марк Аврелий Аристобул после поражения Карина был оставлен Диоклетианом в своей должности и впоследствии успешно продолжил карьеру. После смерти Карин был предан проклятию памяти.

## Личные качества

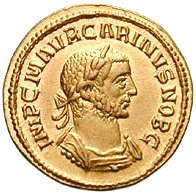
Ауреус с портретом Карина

Флавий Вописк Сиракузянин в своей биографии Карина в «Истории Августов» отзывается о нём в крайне негативных тонах. Он собрал разнообразные байки об императоре, несмотря на то, что все они выглядят нелепыми и банальными:
Это был человек, обесславленный в большей степени, чем кто-либо другой, прелюбодей, часто развращавший молодежь… да и сам дурно пользовавшийся свойствами своего пола… Сенату он писал высокомерные письма. Римской черни, словно римскому народу, он обещал достояние сенаторов. Он вступил в брак и развелся последовательно с девятью женами; большинство их от отверг, когда они были беременными. Дворец он наполнил мимами, блудницами, пантомимами, певцами и сводниками… Он носил драгоценные камни на башмаках, у него не было ни одной застежки без драгоценных камней, его перевязи часто бывали богато украшены драгоценными камнями… он оказывал очень большое уважение людям бесчестным и всегда приглашал их на свои пиры. Часто у него на пирах подавалось по сто фунтов птичьего мяса, сто фунтов рыбы и тысяча фунтов всякого другого мяса. Вина лилось у него очень много. Он утопал в море фруктов и дынь. Столовые и спальни он устилал медиоланскими розами.

Насколько все эти заявления соответствуют действительности, трудно сказать. Но, по всей видимости, они основаны на пропаганде главного врага Карина — Диоклетиана. И отрицательное отношение к Карину сформировано распространением всех рассказов подобного рода, которое поощрялось последующими императорами. Но всё же, в какой-то степени распространяемые об императоре слухи могли быть правдивы, ведь после смерти Нумериана солдаты не изъявили ни малейшего желания признавать государем Карина.